# فرهنگ هیگاشی‌یاما

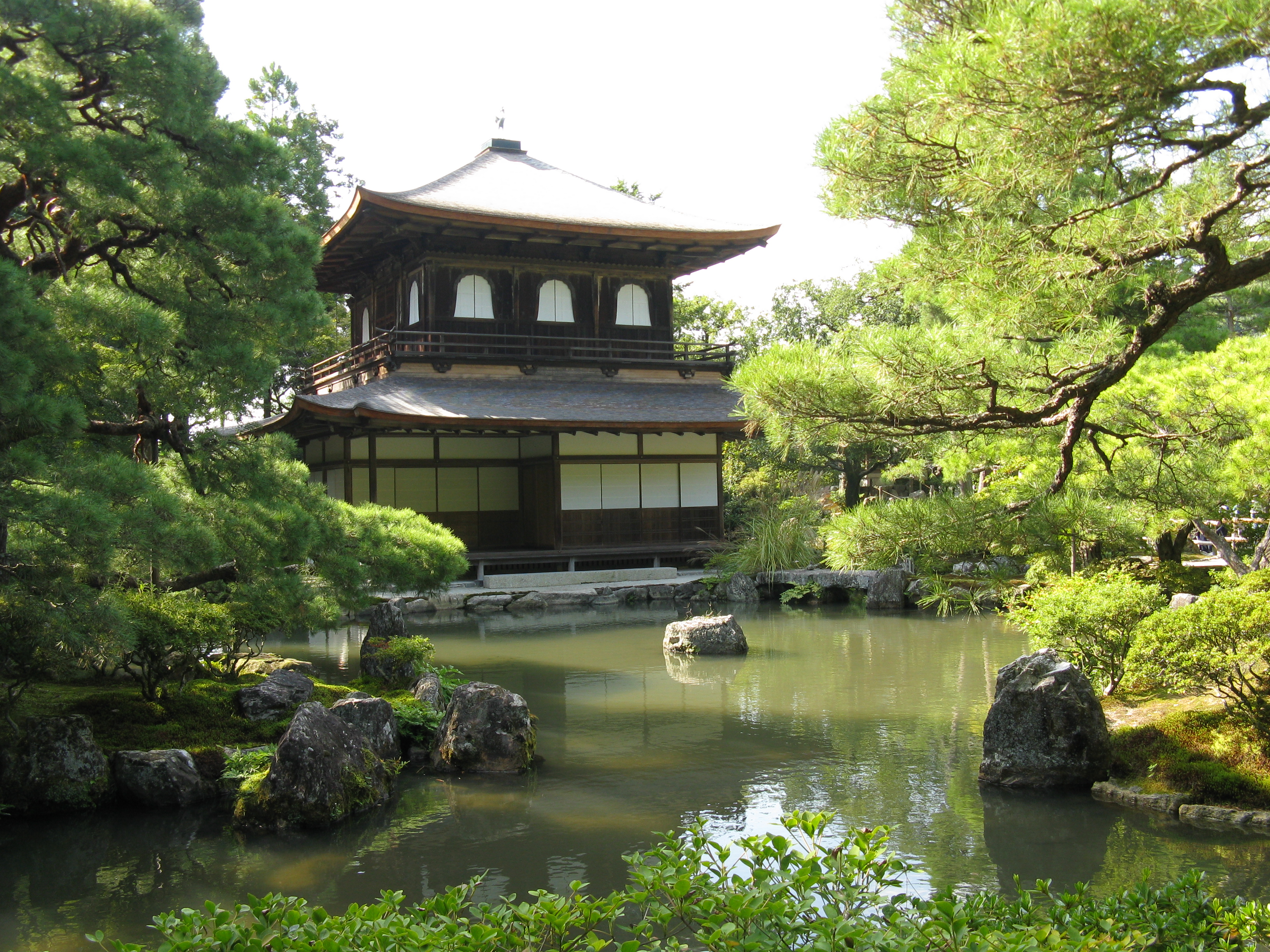
باغ گینکاکو-جی، محل اقامت آشیکاگا یوشیماسا در تپه‌های هیگاشی‌یاما در کیوتو

فرهنگ هیگاشی‌یاما (به ژاپنی: 東山文化 Higashiyama bunka) بخشی از فرهنگ ژاپنی که توسط شوگون پانزدهم بنام آشیکاگا یوشیماسا پس از بازنشستگی در ویلای شخصی‌اش در تپه‌های شرقی پایتخت آن دوران، کیوتو سرچشمه و ارتقا یافته‌است.